# Skogsgräshoppa
Skogsgräshoppa (Podisma pedestris) är en art i insektsordningen hopprätvingar som tillhör familjen markgräshoppor. 

## Kännetecken
Skogsgräshoppan har en kroppslängd på 17 till 30 millimeter, honan vanligen något större än hanen. Färgen varierar mellan och på olika individer, från rödaktig till gråbrun, gulaktig och svart. Hanen är oftast mer intensivt färgad än honan. 

## Utbredning
Skogsgräshoppan finns i områden av Europa och vidare österut till Sibirien och Mongoliet. I Sverige finns den i större delen av landet, även om den på många höll hör till de mindre vanliga gräshoppsarterna.

## Levnadssätt
Skogsgräshoppans habitat är gräsmarker, ofta i närheten av skog och den håller gärna till på soliga sluttningar, till exempel på åsar. Ofta håller den även till vid kanten på berghällar. Skogsgräshoppan stridulerar, det vill säga spelar inte men både hanen och honan kan frambringa ett klickande ljud med hjälp av käkarna. 
Uppvaktningsbeteendet innefattar att hanen långsamt närmar sig honan, under det att han då och då stannar till och utför gungande rörelser med kroppen. När han kommer tillräckligt nära hoppar han upp på honans rygg. Ofta händer det då att honan hoppar iväg och hanen måste då försöka hålla sig fast. Efter detta inleds parningen vanligen inom några minuter.